# Arge expansa
Arge expansa är en stekelart som först beskrevs av Johann Christoph Friedrich Klug 1834.  Arge expansa ingår i släktet Arge, och familjen borsthornsteklar. Arten är reproducerande i Sverige.